# روابط اسرائیل و موریتانی
روابط اسرائیل و موریتانی به روابط دوجانبه تاریخی و کنونی اسرائیل و موریتانی اشاره دارد. در سال ۱۹۹۹، موریتانی سومین عضو اتحادیه عرب شد که اسرائیل را به عنوان یک کشور مستقل به رسمیت شناخت. دو کشور روابط کامل دیپلماتیک را در اکتبر ۱۹۹۹ برقرار کردند. با این حال، به عنوان پاسخی به جنگ غزه، روابط از سال ۲۰۰۹ مسدود شد.

## تاریخ
موریتانی در نتیجه جنگ شش روزه ۱۹۶۷، دنبال تصمیم جمعی اتحادیه عرب (موریتانی تا نوامبر ۱۹۷۳ در لیگ پذیرفته نشد ) به اسرائیل اعلان جنگ داد و آن اعلامیه را تا حداقل سال ۱۹۹۱ معکوس نکرد و حدود ۳۲ سال تا اوایل اواسط سال ۱۹۹۹، به نظر می‌رسید اسرائیلی‌ها از وضعیت جنگ در جریان نیستند.
موریتانی پس از قطعنامه قبیله خارطوم در سال ۱۹۶۷، به همان روشی که اکثر کشورهای عربی که اسرائیل را به رسمیت شناختند، پایبند نبود.
- در سال ۱۹۹۹ موریتانی به یکی از سه عضو اتحادیه ۲۲ عضوی اتحادیه عرب تبدیل شد که اسرائیل را به عنوان یک کشور مستقل به رسمیت می‌شناسند (سایر کشورها مصر و اردن هستند).[۱] این شناخت توسط رئیس‌جمهور سابق معاویه ولد سید احمد طایع همراه با همکاری او با فعالیت‌های ضد تروریسم ایالات متحده اعطا شد. توافقنامه ایجاد روابط کامل دیپلماتیک در واشینگتن دی سی در تاریخ ۲۸ اکتبر ۱۹۹۹ امضا شد. پس از کودتا توسط شورای نظامی عدالت و دموکراسی در اوت ۲۰۰۵، به رسمیت شناختن اسرائیل حفظ شد.

به عنوان پاسخی به جنگ غزه، روابط با اسرائیل در ژانویه ۲۰۰۹ مسدود شد. در فوریه ۲۰۰۹، موریتانی سفیر خود را از اسرائیل فراخواند،< و در ۶ مارس ۲۰۰۹ پرسنل از سفارت اسرائیل در نواکشوت بیرون رانده شدند و به آنها ۴۸ ساعت فرصت داده شد تا موریتانی را ترک کنند. بر اساس اعلامیه وزارت امور خارجه اسرائیل، این کشور در اواخر روز رسماً سفارت را تعطیل کرد. در تاریخ ۲۱ مارس ۲۰۱۰ کلیه روابط دیپلماتیک بین دو کشور رسماً پایان یافت.
به دنبال توافق صلح اسرائیل و امارات متحده عربی در اوت سال ۲۰۲۰، وزارت خارجه موریتانی گفت که کشور وی به "خرد و قضاوت خوب" رهبری امارات متحده عربی برای امضای توافق‌نامه با اسرائیل برای توافق برای عادی سازی روابط اعتماد دارد و " امارات متحده عربی دارای حاکمیت مطلق و استقلال کامل در انجام روابط و ارزیابی خود است که مطابق با منافع ملی خود و منافع عرب‌ها است. "